# Julius Saloman
Julius Saloman (Denemarken, Kopenhagen, 8 oktober 1838 – Zweden, Stockholm, 25 januari 1892) was een Zweeds operazanger, een lyrische tenor, van Deens/Duitse komaf.

## Achtergrond
Julius Saloman werd geboren binnen het gezin van koopman Isak Salomon (Frankfurt an der Oder; 1781 of 1783-1848) en diens tweede vrouw Ester (Israel) Wulff (1808-1860). Isak Salomon was eerder getrouwd met Veilchen Geskel (1787-1836), van waaruit drie kinderen kwamen: 
- Siegfried Saloman (1816-1899, componist,  getrouwd met zangeres Henriette Nissen-Saloman),
- Geskel Saloman (1821-1902) was kunstenaar en oprichter van een kunstmuseum in Göteborg en
- Nota Saloman (1823-1885) was legerarts/chirurg.

Saloman was gehuwd met Evelina Lénström uit Stockholm; uit het huwelijk kwam August Saloman voort.

## Leven
Het zag er niet naar uit dat Saloman zanger zou worden. Er moest brood op de plank komen en hij verdiende de kost als koopman. Dat deed hij onder meer in Göteborg en ook al in Stockholm. Tijdens zijn verblijf in Zweden werd zijn zangstem herkend en hij kon lessen volgen bij Isak Berg, Julius Günther en Fritz Arlberg. Hij debuteerde op 29 oktober 1874 als Alessandro in Alessandro Stradella van Friedrich von Flotow. In plaats van te kiezen voor een vaste aanstelling in Stockholm, vertrok hij naar het Christiania Theater in Oslo (dan Christiania geheten), alwaar Louis Josephson een opera-afdeling had opgericht. Lang duurde dat niet; hij vertrok het jaar daarop naar het Zweedse Theater in Helsinki. In 1878 keerde hij terug naar Stockholm en pakte zijn oude beroep als handelaar weer op.